# Triángulo de oro de Yakarta

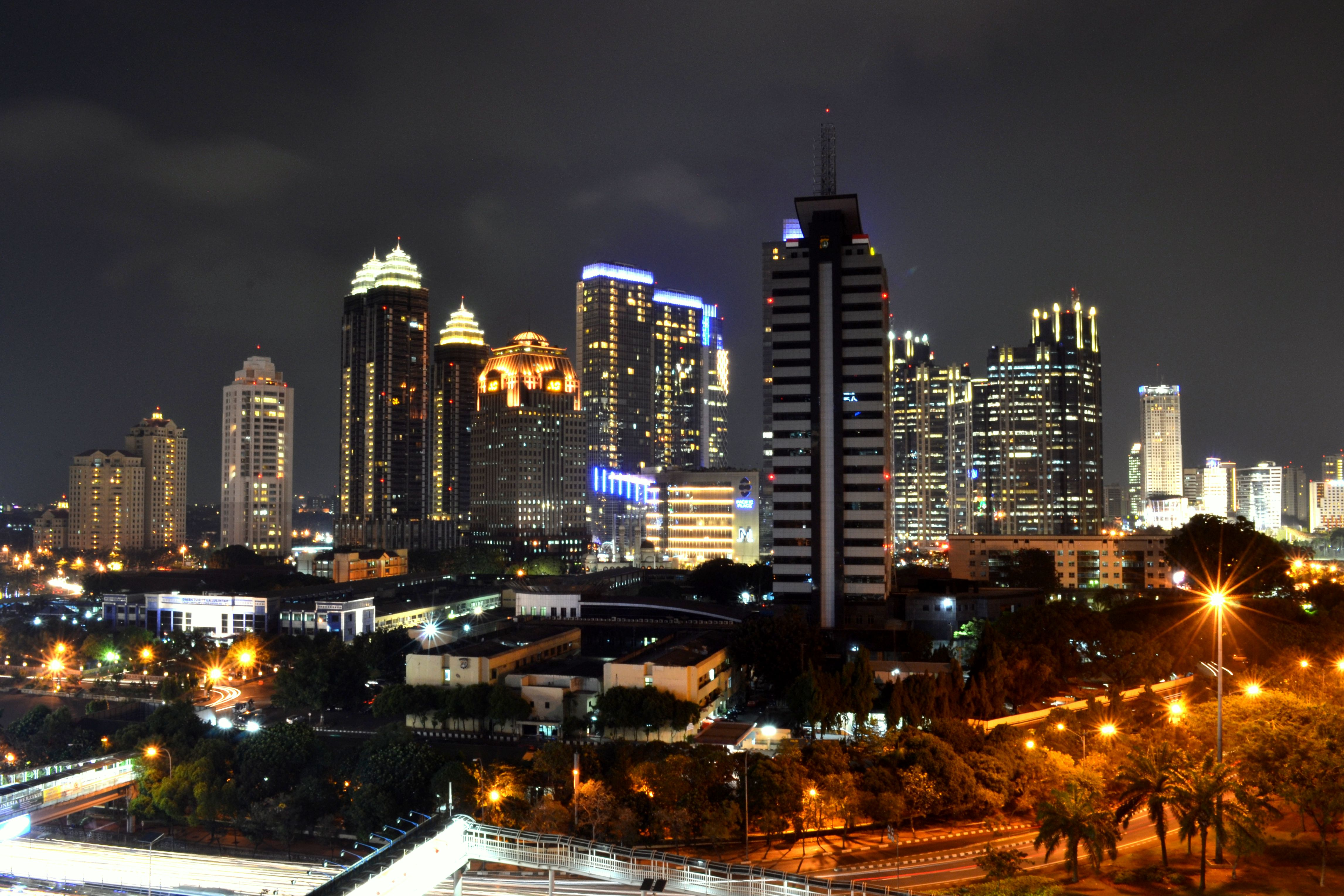
Escena nocturna en el distrito financiero Sudirman.

El triángulo de oro de Yakarta (en indonesio: Segitiga Emas Jakarta), también denominado eje Medan Merdeka–Thamrin–Sudirman (en indonesio: Poros Medan Merdeka–Thamrin–Sudirman) o eje Sudirman–Thamrin–Kuningan (en indonesio: Poros Sudirman–Thamrin–Kuningan), es una zona aproximadamente triangular del centro de Yakarta (Indonesia), que se extiende desde Yakarta Central hasta Yakarta Meridional. La mayor parte de los rascacielos, edificios de oficinas y embajadas de la ciudad están situados en esta zona, que es el distrito financiero principal de Yakarta.
La zona está bordeada por avenidas principales de Yakarta: Jalan M. H. Thamrin-Jalan Jenderal Sudirman (norte-suroeste), Jalan H. R. Rasuna Said (norte-sureste) y Jalan Jenderal Gatot Subroto (este-oeste). Muchas otras calles la atraviesan. Entre las zonas comerciales del triángulo de oro se encuentran SCBD (45 hectáreas), Mega Kuningan (54 hectáreas), Rasuna Epicentrum (53.6 hectáreas) y Kuningan Persada (17 hectáreas). El triángulo de oro es uno de los distritos financieros con un desarrollo más rápido de la región Asia-Pacífico.

## Historia y geografía

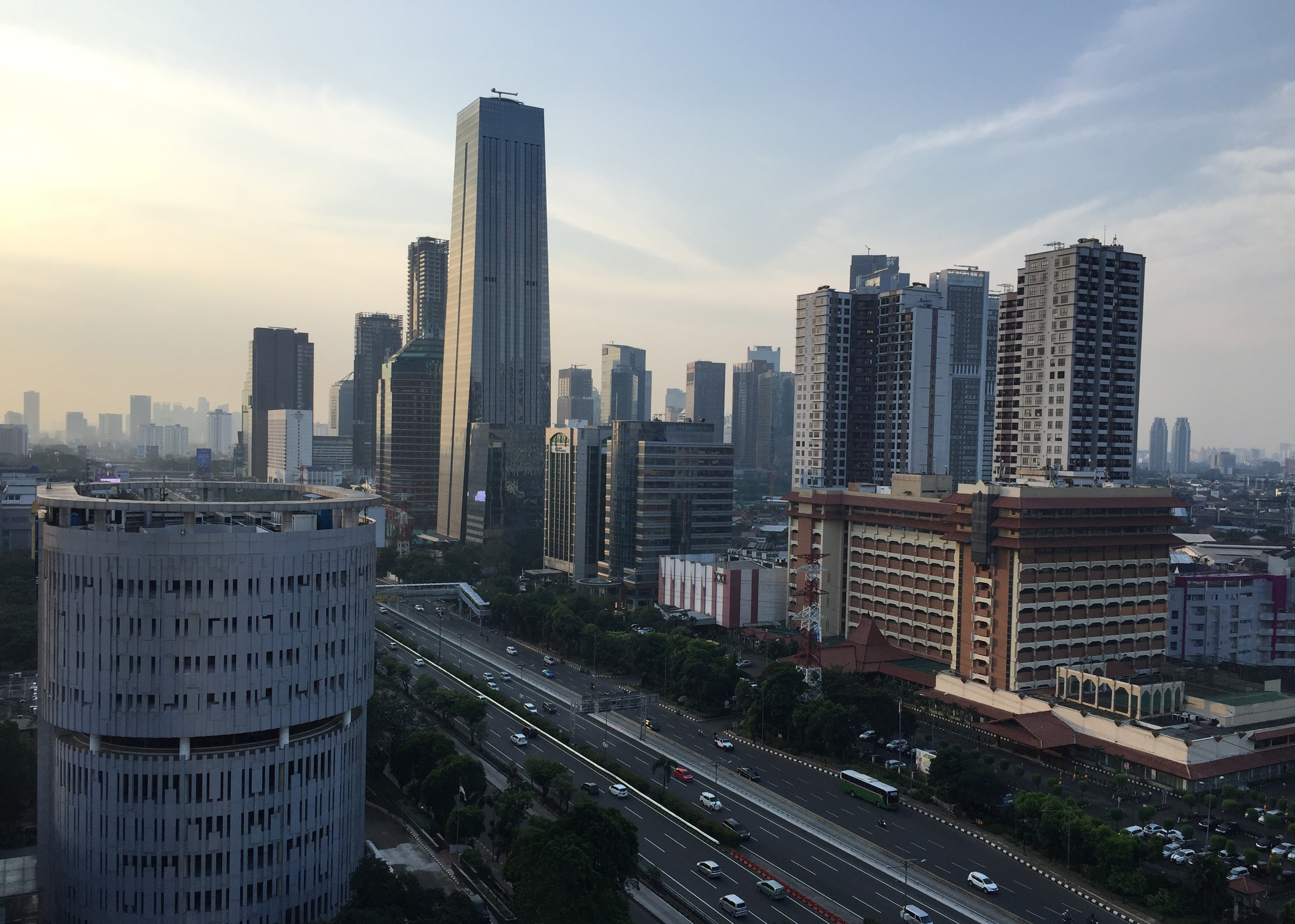
Jalan Jenderal Gatot Subroto, que discurre de este a oeste por el triángulo de oro.

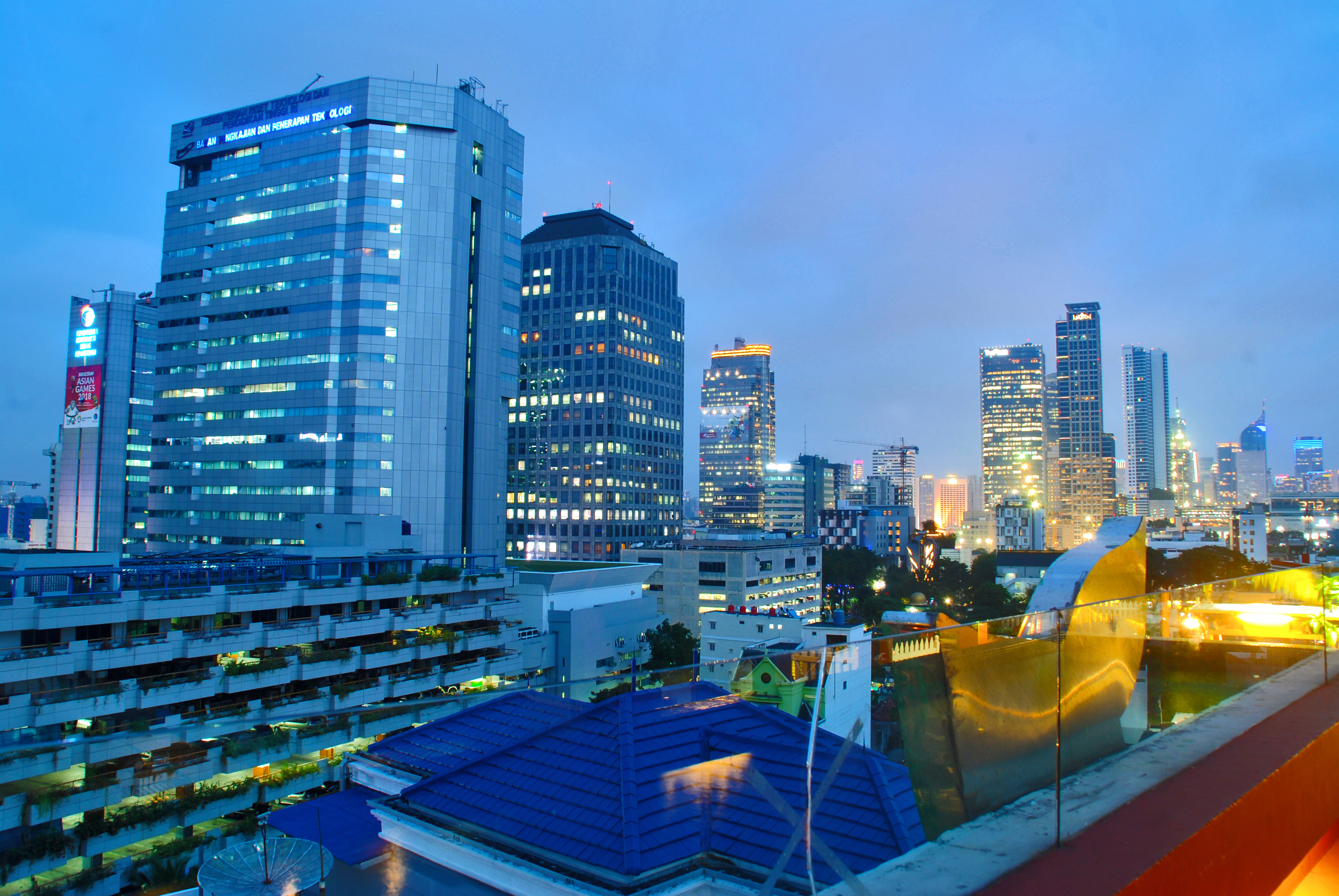
Edificios alrededor de Jalan M. H. Thamrin.

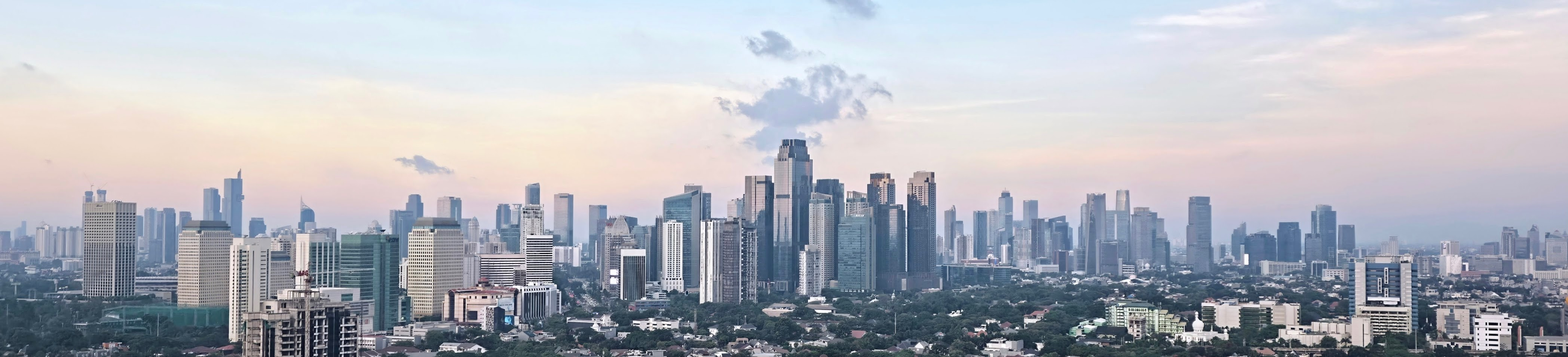
Vista panorámica de los rascacielos del triángulo de oro de Yakarta.

Entre 1960 y 1965, el desarrollo urbano de Yakarta cambió drásticamente cuando el presidente Sukarno, también arquitecto y urbanista, decidió transformar la ciudad en una capital moderna que no solo sería el orgullo de Indonesia, sino también un «faro» de una nueva nación poderosa. Durante la década de 1950, el eje de desarrollo de Yakarta se desplazó hacia el sur desde Medan Merdeka hasta Kebayoran, que se convirtió en el nuevo centro de la ciudad, sustituyendo al eje Medan Merdeka-Senen-Salemba-Jatinegara, que había crecido desde el siglo xviii.
Entre los grandes proyectos de infraestructuras de Sukarno durante la primera mitad de la década de 1960 estuvo la construcción de avenidas anchas, como Jalan M. H. Thamrin, Jalan Jenderal Sudirman o Jalan Jenderal Gatot Subroto, y del intercambiador tipo trébol de Semanggi. Jalan H. R. Rasuna Said fue urbanizada en la década de 1970 y, junto con Jalan Jenderal Sudirman y Jalan Jenderal Gatot Subroto, formaron el triángulo de oro. En esta época, la construcción empezó al norte del intercambiador de Semanggi en Jalan Jenderal Sudirman.
El uso del término «triángulo de oro» para designar el distrito financiero de Yakarta se popularizó en la década de 1990. Los tres vértices del triángulo que define la zona son:
- El Monumento a la Juventud en Kebayoran Baru, Yakarta Meridional.
- El Monumento Arjuna en Medan Merdeka, Yakarta Central.
- El Monumento Dirgantara en Pancoran, Yakarta Meridional.

El triángulo de oro de Yakarta incluye arterias importantes como Jalan M. H. Thamrin, Jalan Jenderal Sudirman, Jalan Jenderal Gatot Subroto, Jalan H. R. Rasuna Said, Jalan K. H. Mas Mansyur y Jalan Profesor Doktor Satrio. Administrativamente, el triángulo de oro está situado en los subdistritos de Menteng, Tanah Abang, Setiabudi, Kebayoran Baru, Tebet, Pancoran y Mampang Prapatan de Yakarta.

## Zonas importantes en el triángulo de oro

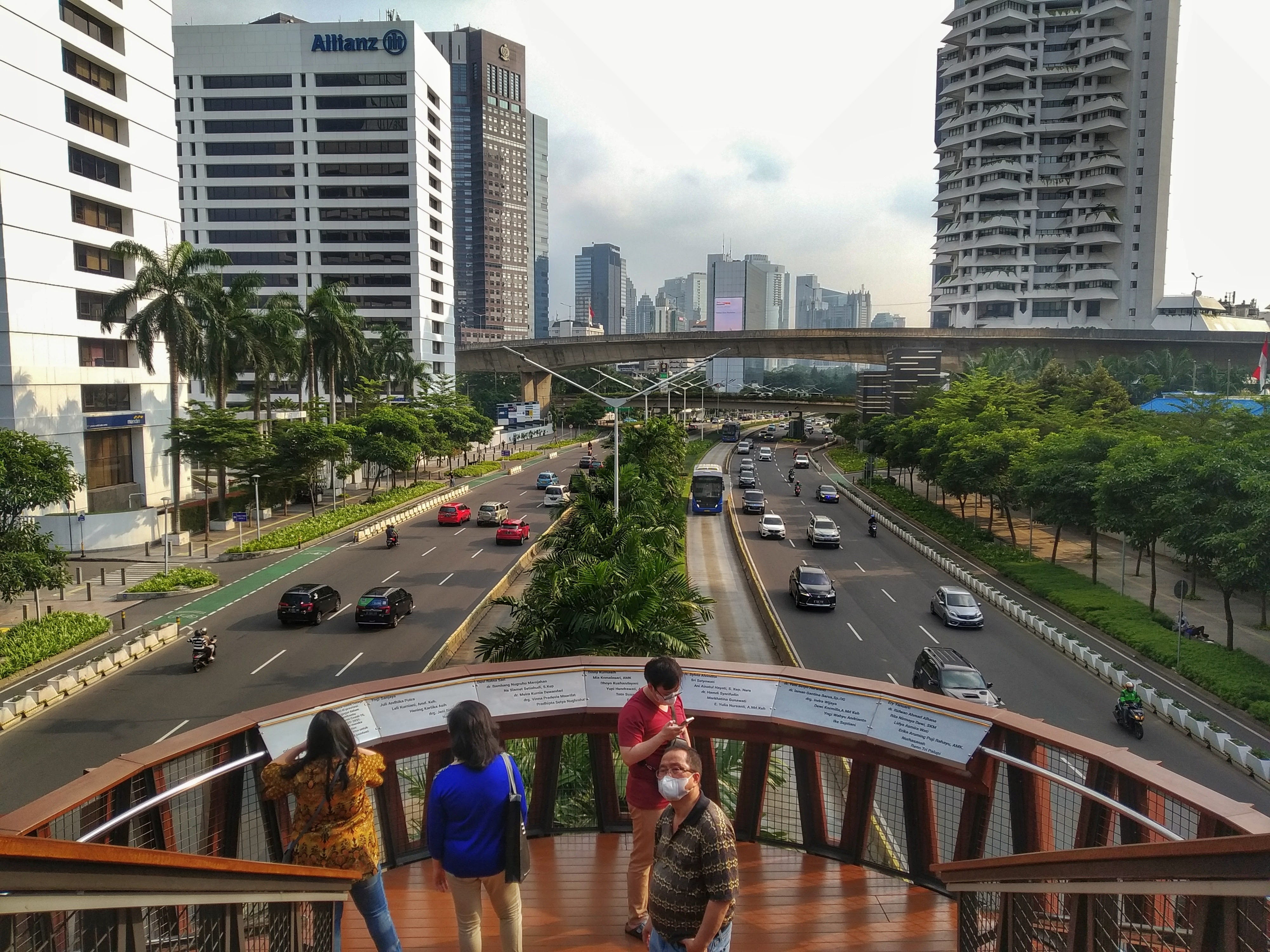
Jalan Jenderal Sudirman.

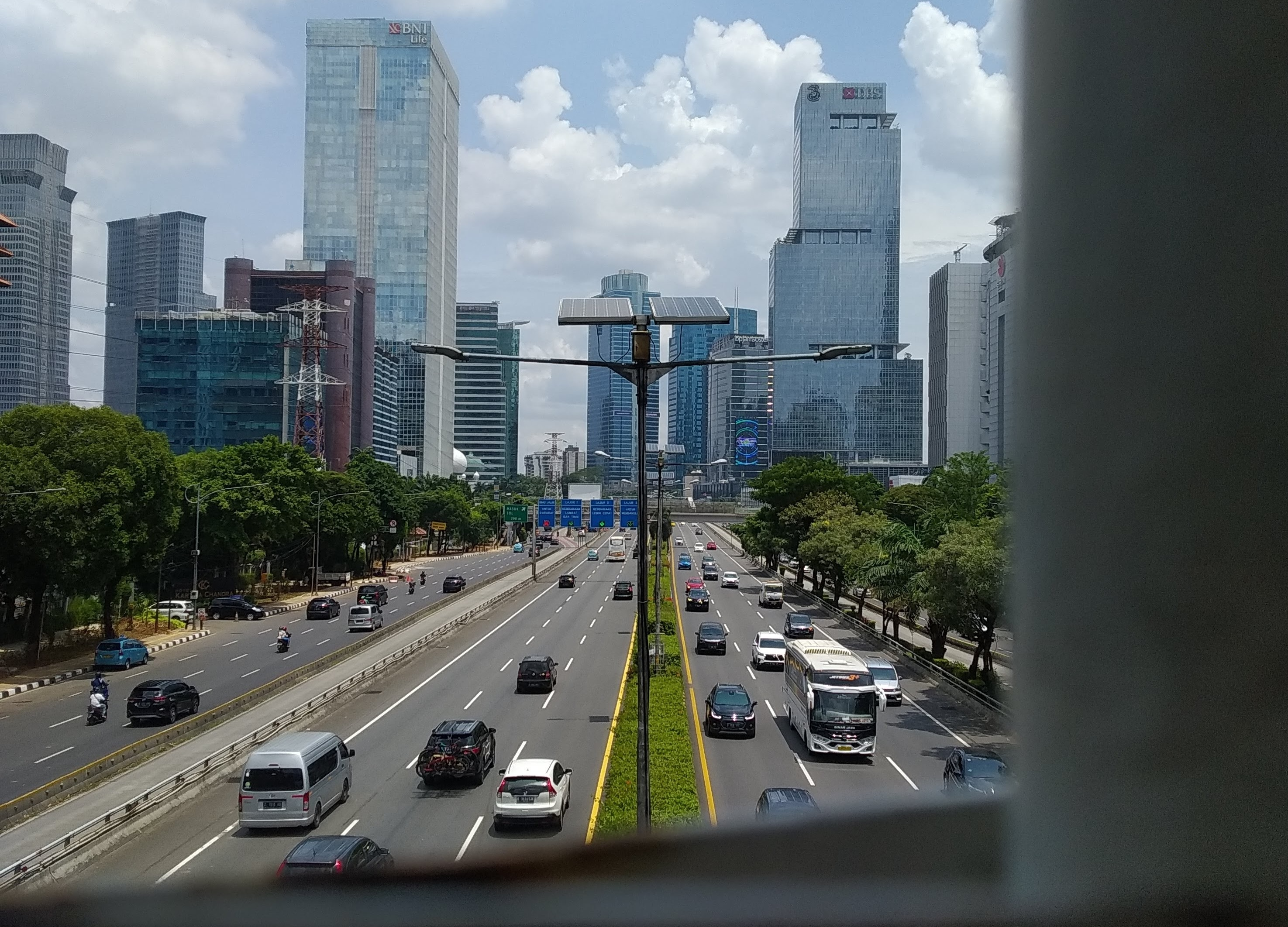
Jalan Jenderal Gatot Subroto.

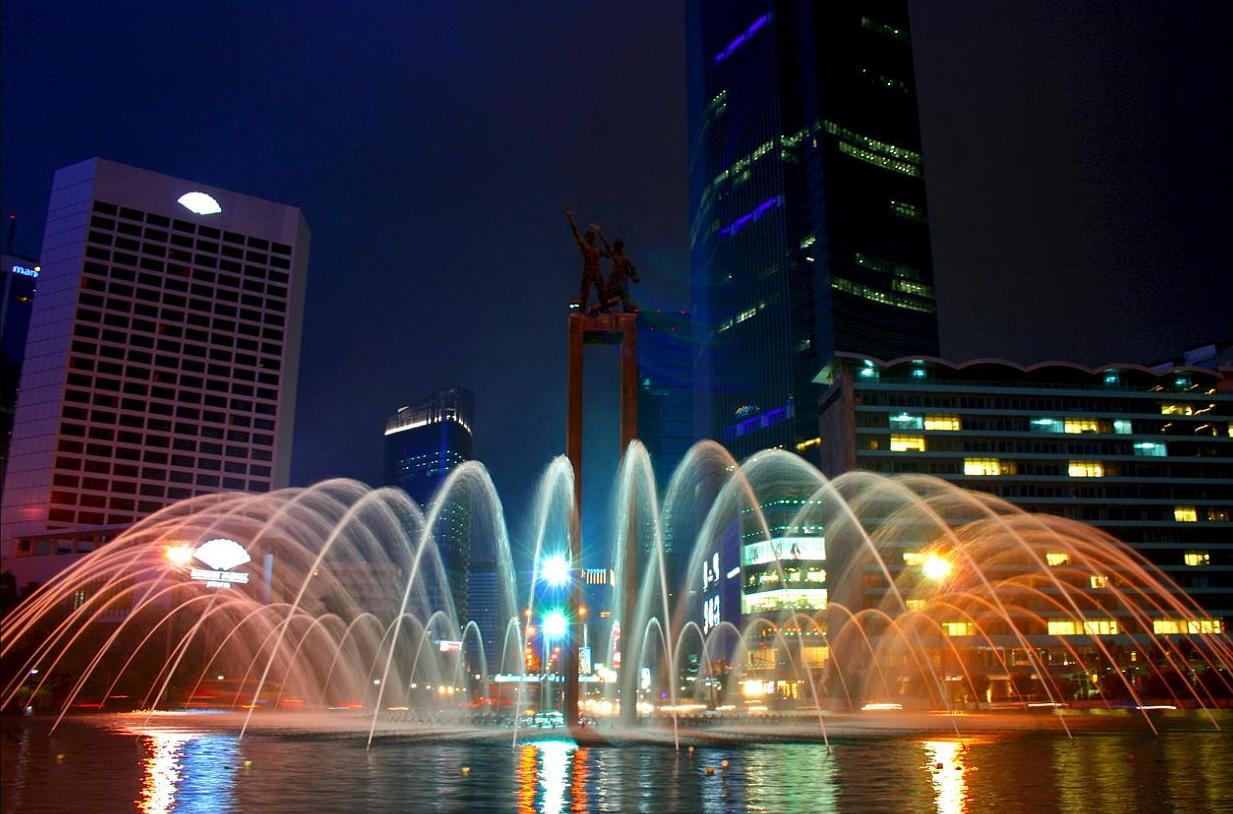
El Monumento Selamat Datang.

Gradualmente, se han desarrollado muchos núcleos comerciales dentro del triángulo de oro, como la rotonda del Hotel Indonesia, SCBD o Mega Kuningan:
- Hay muchos edificios de oficinas, centros comerciales y hoteles en la rotonda del Hotel Indonesia y sus alrededores, como Grand Indonesia, Plaza Indonesia, Thamrin Nine, el Hotel Indonesia, Wisma Nusantara o Menara BCA. Las embajadas de Japón, Alemania y Francia están situadas en Jalan M. H. Thamrin, cerca de la rotonda. La sede del Bank Indonesia y el primer rascacielos de Yakarta, el Edificio Sarinah, también están en Jalan M. H. Thamrin.
- Hay numerosos rascacielos a lo largo de Jalan Jenderal Sudirman, como Wisma 46, Menara Astra, la Sinarmas MSIG Tower, el International Financial Center Jakarta, el World Trade Center Jakarta o el Sahid Sudirman Center.
- SCBD es un desarrollo de uso mixto de 45 hectáreas situado en Jalan Jenderal Sudirman. La zona contiene muchos rascacielos de oficinas, centros comerciales e instalaciones de ocio. Dentro de este complejo se encuentra el District 8, Pacific Place Jakarta, la Bolsa de Indonesia, The Energy, la PCPD Tower, la Sequis Center Tower y la Equity Tower. El quinto edificio más alto de Indonesia, la Treasury Tower, también está en este complejo.[7]
- El Complejo Parlamentario de Indonesia, sede del Poder Legislativo del país, está situado entre Jalan Jenderal Sudirman y Jalan Jenderal Gatot Subroto. El Complejo Deportivo Gelora Bung Karno, el Centro de Convenciones de Yakarta, Plaza Senayan, Senayan City, FX Sudirman y la Jefatura de la Policía Metropolitana de Yakarta se encuentran en la zona de Senayan y sus inmediaciones, dentro del triángulo de oro.
- El tercer edificio más alto de Indonesia, la Gama Tower, está en Jalan H. R. Rasuna Said. Las embajadas de Australia, Malasia, Singapur, Rusia, Polonia, Países Bajos, Suiza, Hungría, Bosnia y Herzegovina, Turquía, Argelia, Bangladés y la India se encuentran en esta avenida.
- Mega Kuningan es un denso barrio de rascacielos que tiene unas 55 hectáreas de superficie. En esta zona están situados edificios como la World Capital Tower, las BTPN Towers, el hotel JW Marriott Jakarta, el hotel Ritz-Carlton y el complejo Ciputra World Jakarta.
- Rasuna Epicentrum es una zona de 53.6 hectáreas que contiene edificios residenciales y de oficinas, hoteles, hospitales, lugares de culto, instalaciones deportivas, tiendas y edificios educativos y de ocio.
- Jalan Jenderal Gatot Subroto discurre en dirección este-oeste por el triángulo de oro. Actualmente, está experimentando una profunda transformación con la construcción de nuevos rascacielos. A lo largo de esta avenida se encuentran la Four Seasons Hotel Tower, el Telkom Landmark Complex, The Tower y Mangkuluhur City.

## Monumentos

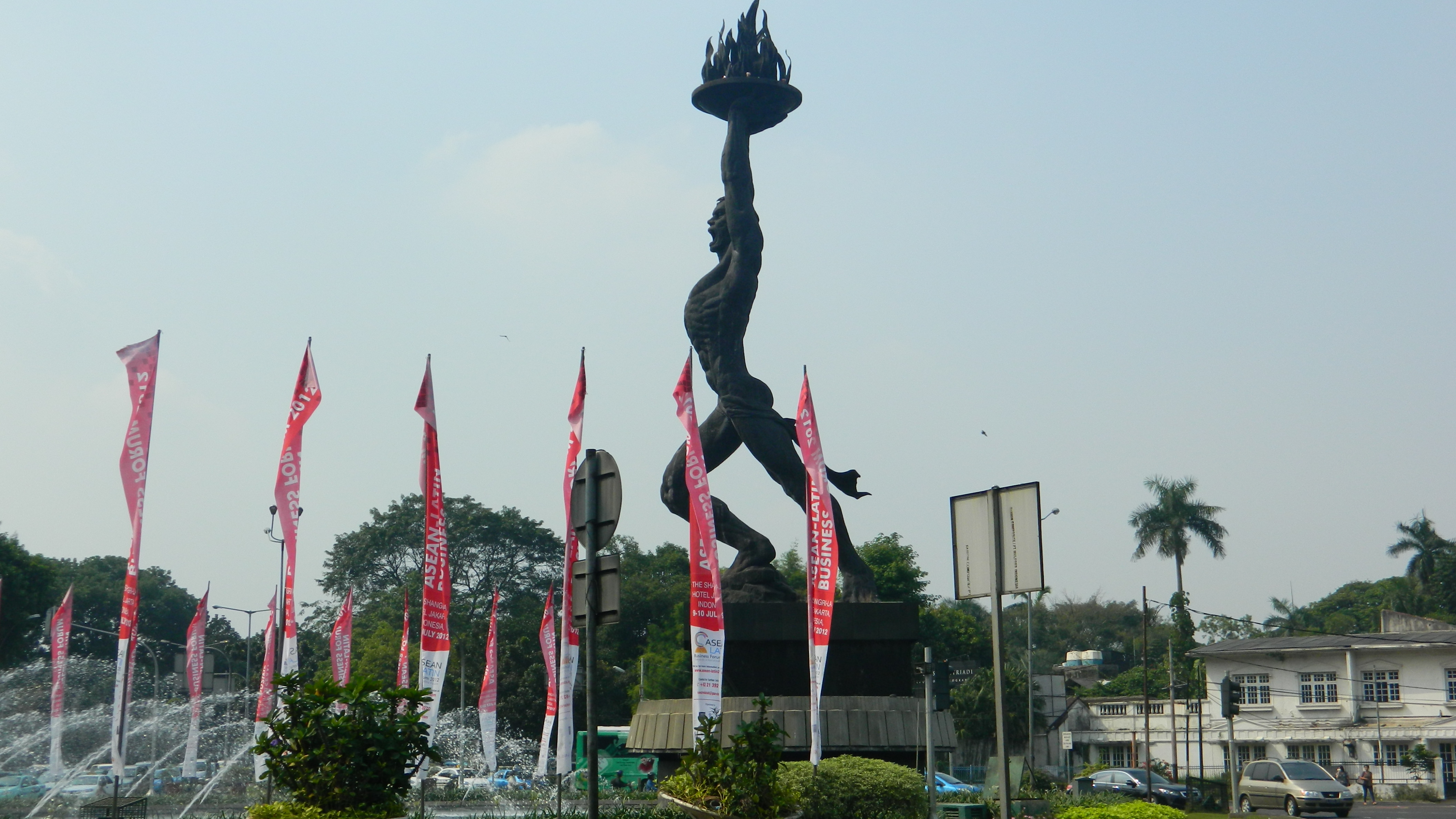
El Monumento a la Juventud.

Hay muchos monumentos en el triángulo de oro. Uno de ellos es el Monumento Nacional, el símbolo principal de Yakarta e Indonesia. Otros monumentos en la zona son la estatua de Arjuna Wijaya cerca de la sede del Bank Indonesia, la estatua de Mohammad Hoesni Thamrin en la rotonda del Bank Indonesia, el Monumento Selamat Datang en la rotonda del Hotel Indonesia, la estatua del general Sudirman, el Monumento a la Juventud y el Monumento Dirgantara.

## Calles

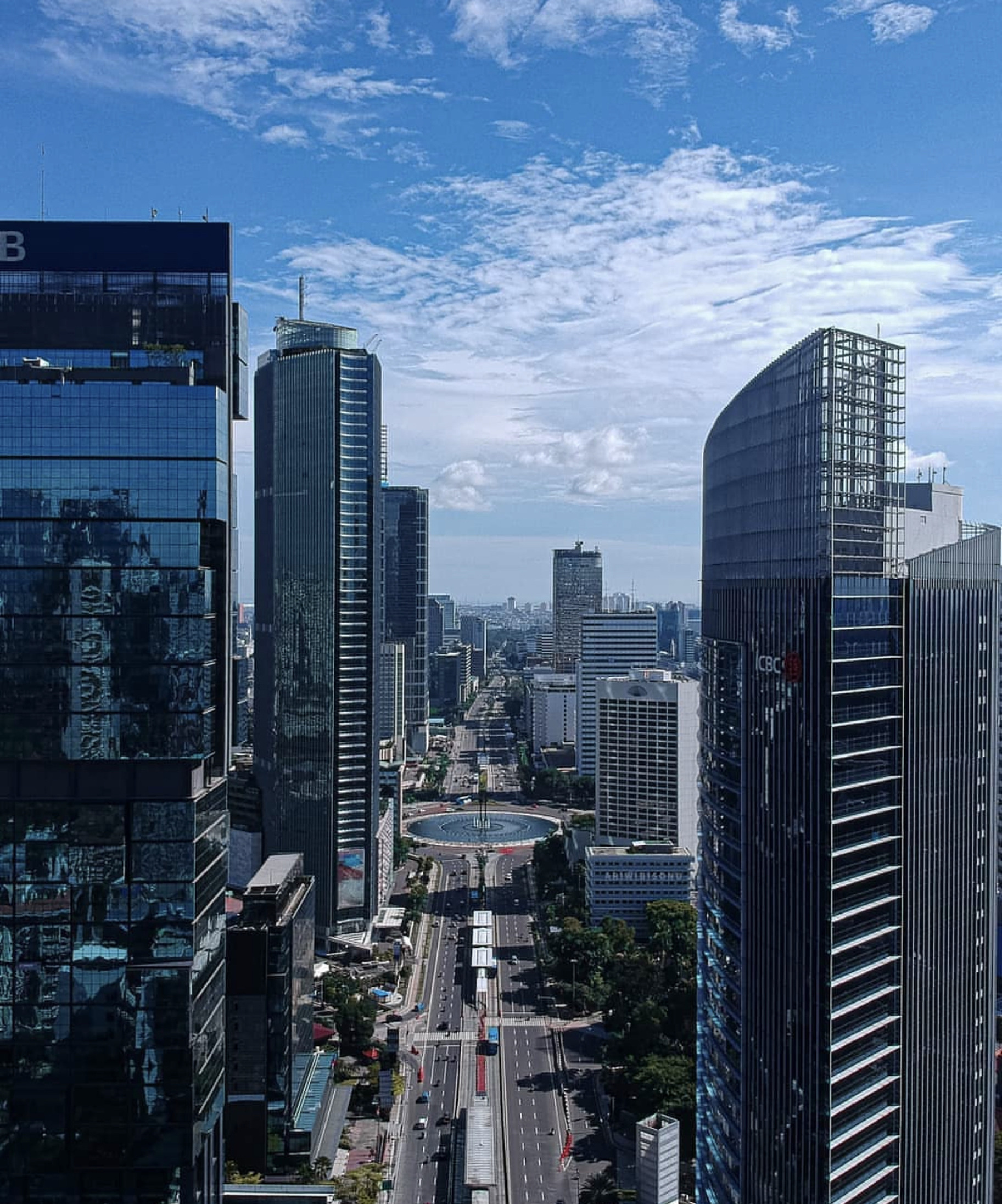
Jalan M. H. Thamrin.

El triángulo de oro está formado por tres avenidas importantes donde se encuentran la mayoría de rascacielos, centros de negocios y embajadas de Yakarta. Estas avenidas son:
- Jalan M. H. Thamrin - Jalan Jenderal Sudirman
- Jalan H. R. Rasuna Said
- Jalan Jenderal Gatot Subroto

### Restricciones al tráfico
Las calles principales del distrito financiero están entre las más ajetreadas de Yakarta, con mucho tráfico rodado. Para reducir la congestión en el triángulo de oro, en la década de 1990 el Ayuntamiento de Yakarta implementó un sistema de carriles para vehículos de alta ocupación conocido como «tres en uno» en el lado oeste de Medan Merdeka y en las avenidas Jalan Jenderal Sudirman, Jalan M. H. Thamrin y Jalan Jenderal Gatot Subroto. Sin embargo, el sistema «tres en uno» fracasó debido a la gran cantidad de personas que ofrecían subirse a los automóviles, a cambio de un pequeño pago, para alcanzar el mínimo de tres pasajeros.
En 2016, fue sustituido por el racionamiento par-impar: los vehículos con matrícula par pueden entrar en las antiguas zonas del «tres en uno» en los días pares y los vehículos con matrícula impar, en los días impares. Actualmente, el racionamiento par-impar se aplica de lunes a viernes de 06:00 a 10:00 y de 16:00 a 21:00 en el lado oeste de Medan Merdeka, en las avenidas Jalan Jenderal Sudirman, Jalan M. H. Thamrin y Jalan Jenderal Gatot Subroto, y en otras veintidós calles de Yakarta.

### Día sin automóviles

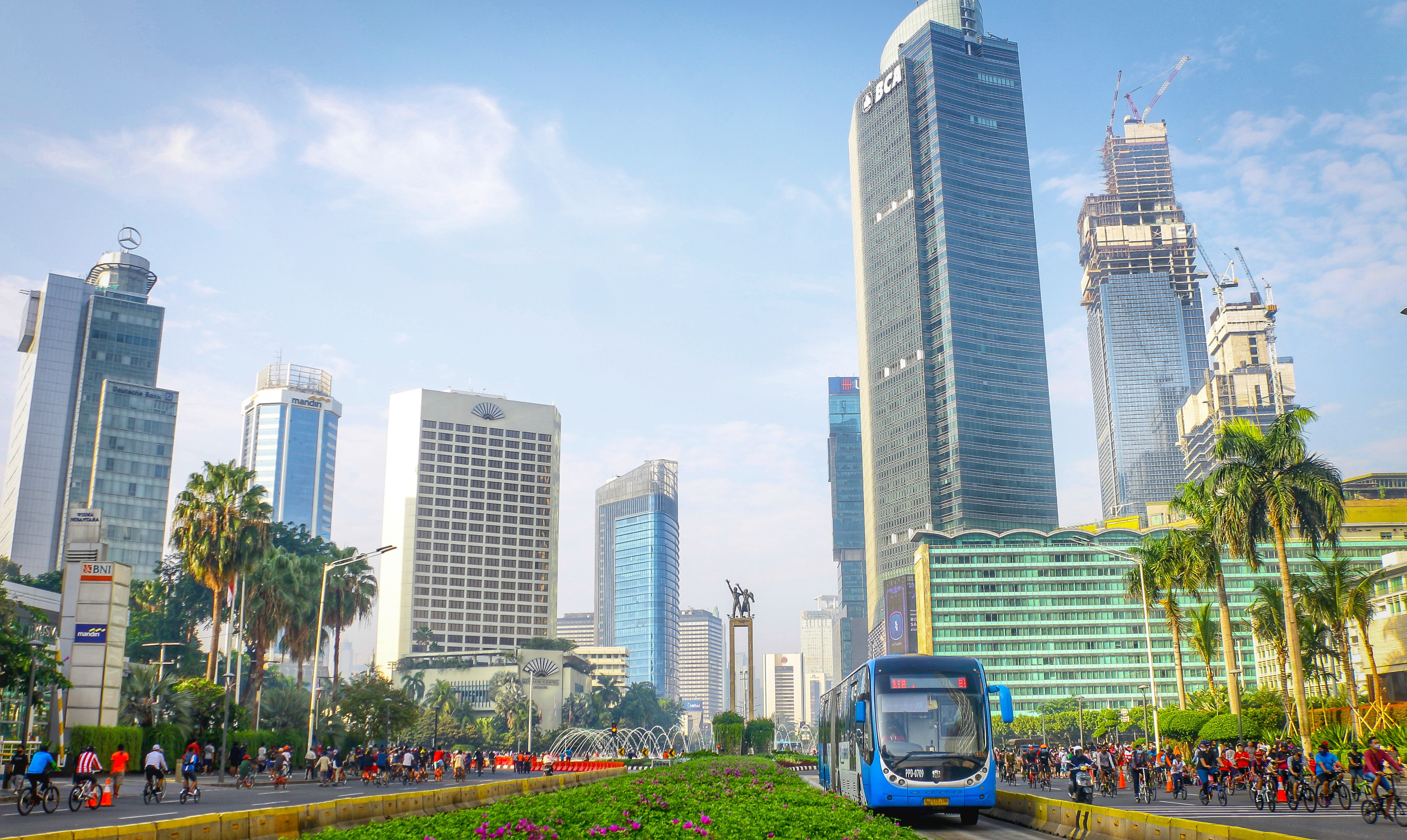
Jalan M. H. Thamrin durante el día sin automóviles.

Para reducir la contaminación atmosférica, el principal impacto de la congestión en el triángulo de oro, en septiembre de 2007 el Ayuntamiento de Yakarta celebró el primer día sin automóviles de la ciudad, durante el cual se cerró la avenida principal de la ciudad al tráfico rodado y se invitó a los peatones a hacer ejercicio y realizar sus actividades en las calles que normalmente estaban llenas de tráfico. Desde la rotonda Senayan en Jalan Jenderal Sudirman hasta el Monumento Selamat Datang en la rotonda del Hotel Indonesia en Jalan M. H. Thamrin, siguiendo hacia el norte hasta el Monumento Nacional en Yakarta Central, se despejaron las calles de automóviles para los peatones. Desde mayo de 2012, el día sin automóviles se celebra cada domingo de seis a once de la mañana en las avenidas principales de la ciudad, Jalan Jenderal Sudirman y Jalan M. H. Thamrin, desde la zona de Senayan hasta el Monumento Nacional.

## Transporte

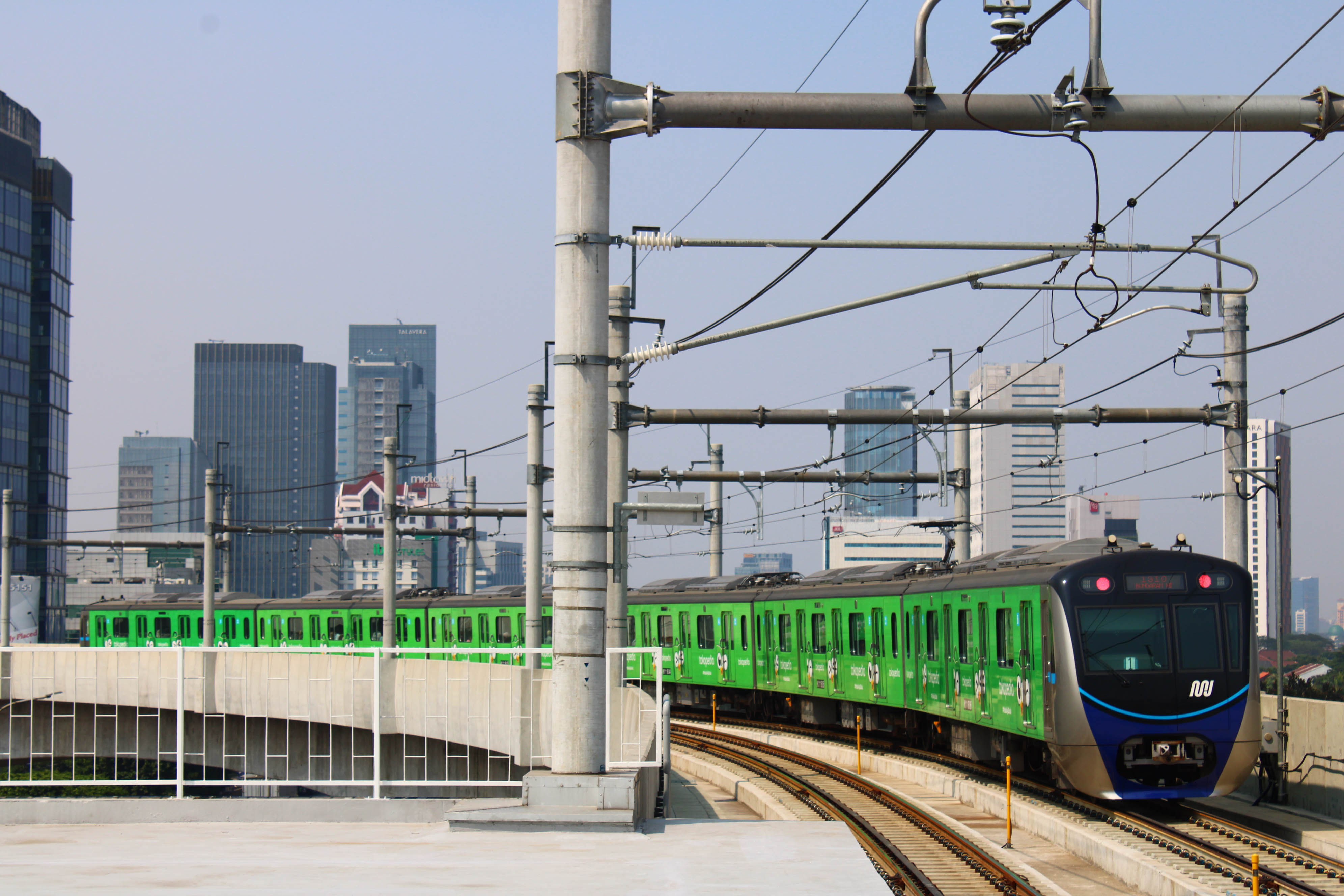
El Metro de Yakarta.

La zona es servida por los corredores 1, 6 y 9 de los autobuses del TransJakarta. También hay rutas de autobús operadas por Kopaja, Mayasari Bakti y APTB. Las estaciones Sudirman, Cikini y Gondangdia del tren de cercanías de Yakarta están situadas dentro de la zona. La línea norte-sur del Metro de Yakarta cruza la zona con varias estaciones, y también está servida por el Metro Ligero de Yakarta. A continuación, está la lista de los servicios de transporte que sirven la zona del triángulo de oro:

### Rutas de autobús
- TransJakarta
  - Corredor 1
  - Corredor 6
  - Corredor 9
- Transjabodetabek

Antiguas:
- Kopaja
- Metro Mini

### Líneas de tren
- Metro de Yakarta
  - Línea norte-sur
- Metro Ligero de Yakarta
  - Línea Cibubur
  - Línea Bekasi
- Tren de cercanías de Yakarta
  - Línea Circular Cikarang
- Enlace ferroviario al Aeropuerto Soekarno-Hatta